# Gra de cacau

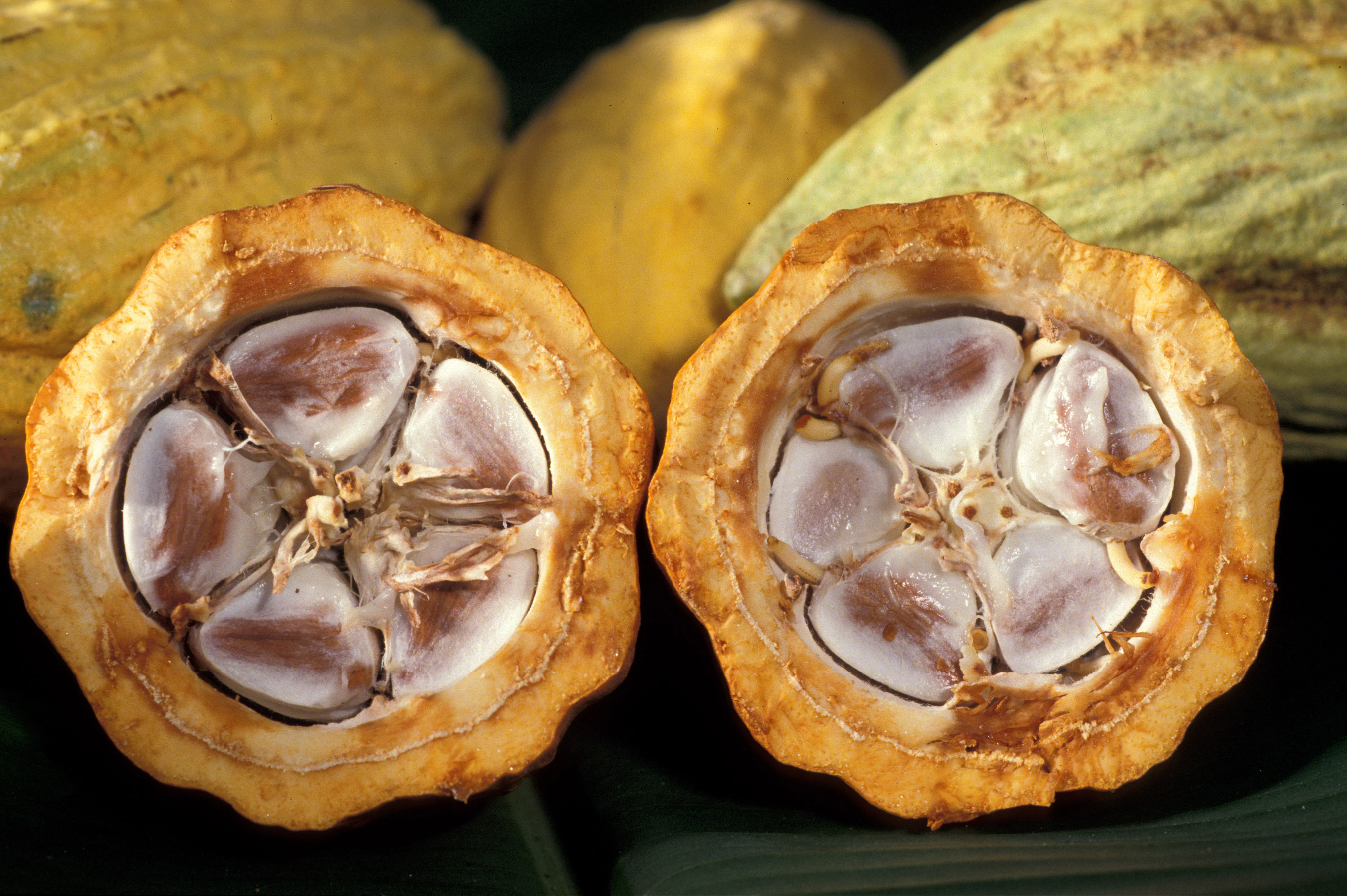
Fruit del cacau, secció transversal. S'observen les llavors en el seu interior.

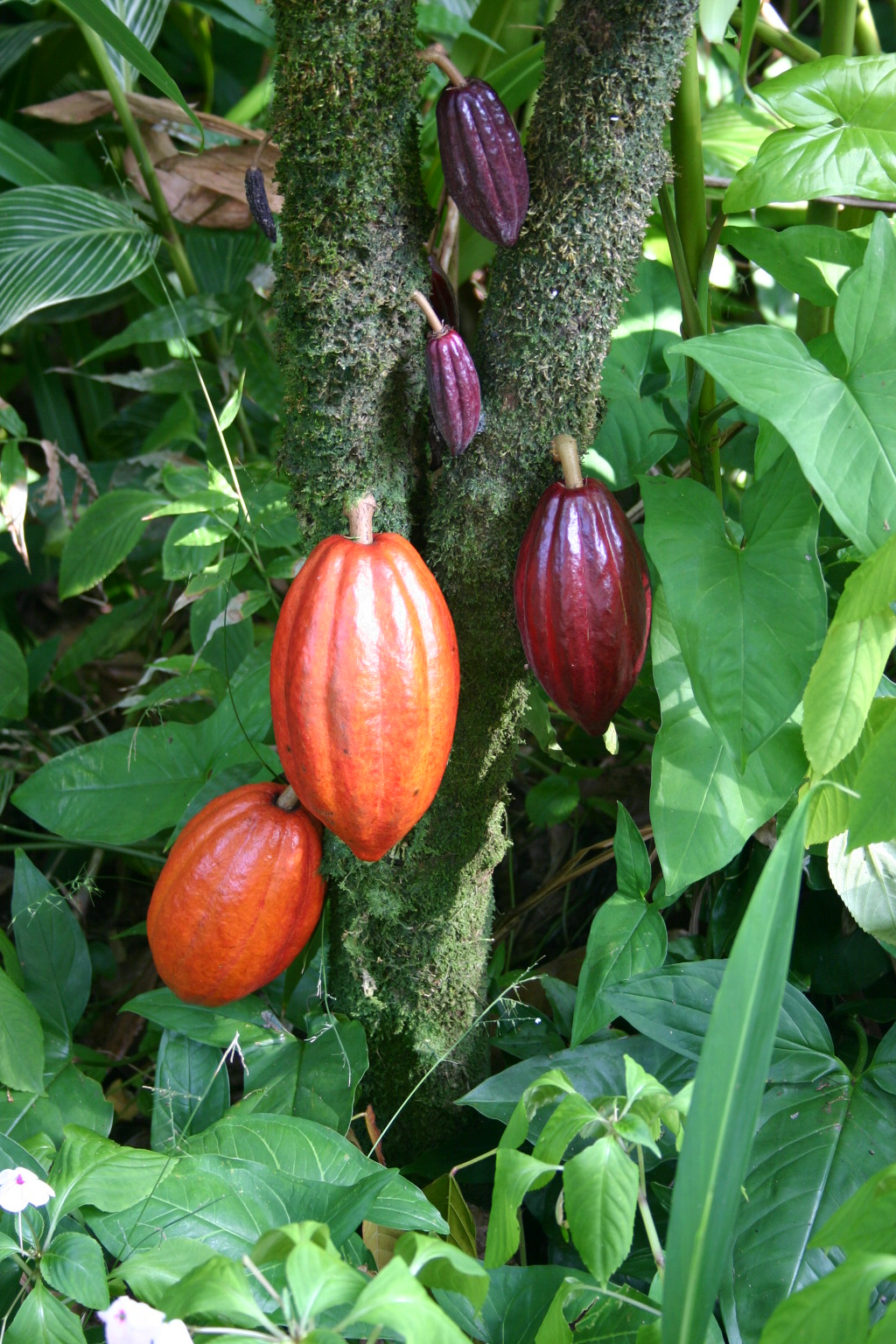
Planta de cacau, de les llavors s'extreu la xocolata.

Un  gra de cacau  és la llavor fermentada i assecada del Theobroma cacao, del qual s'extreuen els sòlids de cacau i la mantega de cacau. Els grans són la base de la xocolata, com també ho són diversos àpats de Mesoamèrica com la salsa de mole i el tejate.
Una beina de cacau té una escorça rugosa d'uns 3 centímetres (això varia amb l'origen i la varietat de la beina). Està plena de polpa dolça i mucilaginosa anomenada 'bava de cacau' a Amèrica del Sud.
Mentre que les llavors són generalment blanques, es tornen violetes o d'un marró vermellós durant el procés d'assecatge. L'excepció són varietats rares de cacau blanc, en què les llavors es mantenen blanques. Històricament, el cacau blanc va ser cultivat pel poble Branca a Nicaragua.